# Minnesota River
Minnesota River eller Minnesotafloden er en  534 km lang biflod til Mississippi i Minnesota i USA. Den har et afvandingsområde  på 44.000 km2 , 38.205 km2 i Minnesota og omkring  5180 km2 i South Dakota og Iowa. Den har sit udspring i Big Stone Lake og løber mod sydøst til Mankato hvor den drejer mod  nordøst. Den løber ud  i Mississippi syd for tvillingebyerne St. Paul og Minneapolis, nær Fort Snelling.
Dens navn kommer fra det indianske lakotasprog hvor mini betyder vand, og sota er oversat til hvid røg eller som en skyet himmel. Staten Minnesota er opkaldt efter floden.